# Ernan Siluane
Ernan Alberto Siluane znany jako Ernani (ur. 7 września 1998 w Maputo) – mozambicki piłkarz grający na pozycji bramkarza. Od 2024 jest zawodnikiem klubu Black Bulls.

## Kariera klubowa
Swoją karierę piłkarską Ernani rozpoczął w klubie Clube Ferroviário de Maputo. W sezonie 2018 zadebiutował w jego barwach w pierwszej lidze mozambickiej. W debiutanckim sezonie wywalczył z nim wicemistrzostwo Mozambiku. W latach 2022–2023 był zawodnikiem UD Songo, z którym w 2022 został mistrzem kraju. W 2024 przeszedł do Black Bulls.

## Kariera reprezentacyjna
W reprezentacji Mozambiku Ernani zadebiutował 2 czerwca 2021 roku w wygranym 5:0 towarzyskim meczu z Lesotho, rozegranym w Maputo. W 2024 roku powołano go do kadry na Puchar Narodów Afryki 2023. Rozegrał w nim dwa mecze, grupowe z Egiptem (2:2) i z Republiką Zielonego Przylądka (0:3).